# Championnats panaméricains de cyclisme sur piste
Les Championnats panaméricains de cyclisme sur piste sont les championnats continentaux de cyclisme sur piste pour les pays membres de la Confédération panaméricaine de cyclisme. La première édition a lieu en Colombie en 1974. La compétition a, d'abord, une périodicité bisannuelle, puis elle passe à un rythme annuel (sans interruption depuis 2004). Les premières épreuves féminines font leur apparition lors des championnats panaméricains de 1988. D'abord organisées ensemble, les compétitions panaméricaines de piste ont été désolidarisées des épreuves sur route depuis l'édition 2013. La décision a été prise, à Mar del Plata, le 10 mars 2012, lors du congrès célébrant le 90e anniversaire de la COPACI (ceci pour se mettre en conformité avec les programmes de l'UCI et pour réduire les coûts des pays organisateurs).

## Éditions
| Éditions | Année | Siège          | Pays organisateur      |
| -------- | ----- | -------------- | ---------------------- |
| I        | 1974  | Cali           | Colombie               |
| II       | 1976  | San Cristóbal  | Venezuela              |
| III      | 1978  | Saint-Domingue | République dominicaine |
| IV       | 1980  | Santiago       | Chili                  |
| V        | 1981  | Medellín       | Colombie               |
| VI       | 1982  | São Paulo      | Brésil                 |
| VII      | 1984  | Medellín       | Colombie               |
| VIII     | 1986  |                |                        |
| IX       | 1988  | Medellín       | Colombie               |
| X        | 1990  | Duitama        | Colombie               |
| XI       | 1992  | Quito          | Équateur               |
| XII      | 1994  | Curicó         | Chili                  |
| XIII     | 1996  | Puerto La Cruz | Venezuela              |
| XIV      | 1997  | Cali           | Colombie               |
| XV       | 1998  | Cali           | Colombie               |
| XVI      | 2000  | Bucaramanga    | Colombie               |
| XVII     | 2001  | Medellín       | Colombie               |
| XVIII    | 2002  | Quito          | Équateur               |
| XIX      | 2004  | Tinaquillo     | Venezuela              |
| XX       | 2005  | Mar del Plata  | Argentine              |
| XXI      | 2006  | Caieiras       | Brésil                 |
| XXII     | 2007  | Valencia       | Venezuela              |
| XXIII    | 2008  | Montevideo     | Uruguay                |
| XXIV     | 2009  | Mexico         | Mexique                |
| XXV      | 2010  | Aguascalientes | Mexique                |
| XXVI     | 2011  | Medellín       | Colombie               |
| XXVII    | 2012  | Mar del Plata  | Argentine              |
| XXVIII   | 2013  | Mexico         | Mexique                |
| XXIX     | 2014  | Aguascalientes | Mexique                |
| XXX      | 2015  | Santiago       | Chili                  |
| XXXI     | 2016  | Aguascalientes | Mexique                |
| XXXII    | 2017  | Couva          | Trinité-et-Tobago      |
| XXXIII   | 2018  | Aguascalientes | Mexique                |
| XXXIV    | 2019  | Cochabamba     | Bolivie                |
| XXXV     | 2021  | Lima           | Pérou                  |
| XXXVI    | 2022  | Lima           | Pérou                  |
| XXXVII   | 2023  | San Juan       | Argentine              |
| XXXVIII  | 2024  | Carson         | États-Unis             |
| XXXIX    | 2025  | Asuncion       | Paraguay               |

## Épreuves masculines

### Kilomètre
| Année | Or                   | Argent                | Bronze                 |
| ----- | -------------------- | --------------------- | ---------------------- |
| 1974  | Ottavio Dazzan       | Richard Tormen        | Leslie Rawlins         |
| 1976  | Miguel Margalef (de) | Richard Tormen (en)   | Anthony Sellier (de)   |
| 1978  | Antonio Madera       | Jairo Meneses         | David Weller           |
| 1980  | Marcelo Alexandre    | Efraín Domínguez      | Eduardo Trillini       |
| 1981  | Marcelo Alexandre    | Antonio Urquijo (en)  | Hans Fischer (en)      |
| 1982  | Marcelo Alexandre    | Drapeau du Brésil     | Gene Samuel            |
| 1984  | Gene Samuel          | Miguel Droguett (de)  | Antonio Urquijo (en)   |
| 1988  | Clóvis Anderson (en) | Antonio Quintero (de) | Paulo Jomur            |
| 1990  | Mario Pons           | Alexis Marcel         | José Julián Velásquez  |
| 1992  | Gabriel Cuevas       | Mario Pons            | Gil Cordovés           |
| 1994  | Gene Samuel          | Ángel Darío Colla     | Sergio Rolando         |
| 1996  | Julio César Herrera  | Miguel Clavero        | Adnan Payne            |
| 1997  | Miguel Clavero       | Gil Cordovés          | Julio César Herrera    |
| 2000  | Jim Fisher           | Julio César Herrera   | Doug Baron             |
| 2001  | Michel Pedroso       | Jim Fisher            | Enzo Cesario           |
| 2002  | Wilson Meneses       | Michel Pedroso        | Julio César Herrera    |
| 2004  | Christian Stahl (en) | Alexander Cornelies   | Adam Duvendeck (en)    |
| 2005  | Wilson Meneses       | Sergio Guatto         | Travis Smith           |
| 2006  | Cam MacKinnon        | Julio César Herrera   | Matt Barlee            |
| 2007  | Ahmed López          | Pablo Seisdedos       | Yasmani Poll           |
| 2008  | Marzuki Mejía        | Azikiwe Kellar        | Carlos Carrasco        |
| 2009  | Jimmy Watkins        | Leonardo Narváez      | Travis Smith           |
| 2010  | Cristopher Sellier   | Travis Smith          | Ángel Pulgar           |
| 2011  | Ángel Pulgar         | Travis Smith          | Fabián Puerta          |
| 2012  | Quincy Alexander     | Kevin Mansker         | Matías Gatto           |
| 2013  | Fabián Puerta        | Ángel Pulgar          | Anderson Parra         |
| 2014  | Ángel Pulgar         | Anderson Parra        | Santiago Ramírez       |
| 2015  | Santiago Ramírez     | Ángel Pulgar          | Anderson Parra         |
| 2016  | Santiago Ramírez     | Diego Peña            | Stefan Ritter          |
| 2017  | Fabián Puerta        | Santiago Ramírez      | Quincy Alexander       |
| 2018  | Santiago Ramírez     | Kevin Quintero        | Nicholas Paul          |
| 2019  | Kevin Quintero       | Santiago Ramírez      | Vincent De Haître      |
| 2021  | Kevin Quintero       | Santiago Ramírez      | Juan Carlos Ruiz       |
| 2022  | Santiago Ramírez     | Cristian Ortega       | James Hedgcock         |
| 2023  | James Hedgcock       | Santiago Ramírez      | Juan Carlos Ruiz Teran |
| 2024  | Santiago Ramírez     | Cristian Ortega       | David Domonoske        |
| 2025  | Nicholas Paul        | Cristian Ortega       | James Hedgcock         |

### Keirin
| Année | Or                  | Argent              | Bronze           |
| ----- | ------------------- | ------------------- | ---------------- |
| 1994  | Marcelo Arrué       | Flavio Guidoni      | Gene Samuel      |
| 2000  | Juan José Haedo     | John Jaime González | Doug Baron       |
| 2001  | Barry Forde         | Michel Pedroso      |                  |
| 2002  | Barry Forde         | Wilson Meneses      | Steen Madsen     |
| 2004  | Giddeon Massie      | Rubén Osorio        | Leonardo Narváez |
| 2005  | Barry Forde         | José Sochón         | Kevin Belz       |
| 2006  | Leandro Bottasso    | Travis Smith        | Ricardo Lynch    |
| 2007  | Julio César Herrera | Hernán Sánchez      | Ahmed López      |
| 2008  | Christopher Sellier | Diego Vargas        | Elisha Greene    |
| 2009  | Jonathan Marín      | Jimmy Watkins       | Leonardo Narváez |
| 2010  | Hersony Canelón     | Barry Forde         | Leonardo Narváez |
| 2011  | Fabián Puerta       | Hersony Canelón     | Cristian Tamayo  |
| 2012  | Fabián Puerta       | Leandro Bottasso    | Travis Smith     |
| 2013  | Fabián Puerta       | Santiago Ramírez    | Leandro Bottasso |
| 2014  | Fabián Puerta       | Hugo Barrette       | Hersony Canelón  |
| 2015  | Fabián Puerta       | Hersony Canelón     | Kacio Fonseca    |
| 2016  | Fabián Puerta       | Leandro Bottasso    | Kwesi Browne     |
| 2017  | Fabián Puerta       | Hugo Barrette       | Leandro Bottasso |
| 2018  | Hugo Barrette       | Santiago Ramírez    | Kevin Quintero   |
| 2019  | Kevin Quintero      | Santiago Ramírez    | Keron Bramble    |
| 2021  | Kevin Quintero      | Santiago Ramírez    | Njisane Phillip  |
| 2022  | Nicholas Paul       | Kevin Quintero      | Santiago Ramírez |
| 2023  | Nicholas Paul       | Jair Tjon En Fa     | James Hedgcock   |
| 2024  | Nicholas Paul       | Kevin Quintero      | Kwesi Browne     |
| 2025  | Kevin Quintero      | Nicholas Paul       | Nick Wammes      |

### Vitesse individuelle
| Année | Or                   | Argent               | Bronze                     |
| ----- | -------------------- | -------------------- | -------------------------- |
| 1974  | Octavio Dazzan       | Enrique Álvarez      | Enrique Barrera            |
| 1976  | Leslie Rawlins       | Ian Atherly          | Julio César Echeverry (en) |
| 1978  | Jairo Meneses        | Xavier Miranda (en)  | Ian Atherly                |
| 1980  | Marcelo Alexandre    | Aníbal Montes        | Antonio Urquijo (en)       |
| 1981  | Marcelo Alexandre    | Antonio Urquijo (en) | Jairo Meneses              |
| 1982  | Marcelo Alexandre    | Claudio Iannone (en) | Benito Dazzan              |
| 1984  | Antonio Urquijo (en) | Jairo Meneses        | Gene Samuel                |
| 1988  | Mario Pons           |                      | Clóvis Anderson (en)       |
| 1990  | Marcelo Arrué        | Mario Pons           | José María Lovito          |
| 1992  | Gil Cordovés         | Hirán Flores         | John Jaime González        |
| 1994  | Marcelo Arrué        | Julio César Herrera  | Gil Cordovés               |
| 1996  | Julio César Herrera  | Jason Beauregard     | Gil Cordovés               |
| 1997  | Julio César Herrera  | Gil Cordovés         | John Jaime González        |
| 2000  | Barry Forde          | Alexander Cornieles  | Julio César Herrera        |
| 2001  | Barry Forde          | Steen Madsen         | Michel Pedroso             |
| 2002  | Barry Forde          | Julio César Herrera  | Michel Pedroso             |
| 2004  | Giddeon Massie       | Jonathan Marín       | Alexander Cornieles        |
| 2005  | Barry Forde          | Kevin Belz           | Michael Blatchford         |
| 2006  | Stephen Alfred       | Travis Smith         | Giddeon Massie             |
| 2007  | Michael Blatchford   | Julio César Herrera  | Hernán Sánchez             |
| 2008  | Jonathan Marín       | Rodrigo Barros       | Christopher Sellier        |
| 2009  | Leonardo Narváez     | Travis Smith         | Alejandro Mainat           |
| 2010  | Travis Smith         | Njisane Phillip      | Leonardo Narváez           |
| 2011  | Hersony Canelón      | Jimmy Watkins        | Njisane Phillip            |
| 2012  | Njisane Phillip      | Hersony Canelón      | Fabián Puerta              |
| 2013  | Hersony Canelón      | Joseph Veloce        | Santiago Ramírez           |
| 2014  | Hersony Canelón      | Fabián Puerta        | Santiago Ramírez           |
| 2015  | Fabián Puerta        | Njisane Phillip      | Hugo Barrette              |
| 2016  | Fabián Puerta        | Jair Tjon En Fa      | Santiago Ramírez           |
| 2017  | Hugo Barrette        | Fabián Puerta        | Jair Tjon En Fa            |
| 2018  | Hugo Barrette        | Nicholas Paul        | Kevin Quintero             |
| 2019  | Nicholas Paul        | Jair Tjon En Fa      | Kevin Quintero             |
| 2021  | Kevin Quintero       | Santiago Ramírez     | Edgar Verdugo              |
| 2022  | Nicholas Paul        | Jair Tjon En Fa      | Kevin Quintero             |
| 2023  | Nicholas Paul        | Kevin Quintero       | Jair Tjon En Fa            |
| 2024  | Nicholas Paul        | Cristian Ortega      | Santiago Ramírez           |
| 2025  | Nicholas Paul        | Kevin Quintero       | Cristian Ortega            |

### Vitesse par équipes
| Année | Or                                                                           | Argent                                                             | Bronze                                                                     |
| ----- | ---------------------------------------------------------------------------- | ------------------------------------------------------------------ | -------------------------------------------------------------------------- |
| 2000  | États-Unis John Weir Nathan Rogut Giddeon Massie                             | Trinité-et-Tobago Michael Phillips Ako Kellar Elisha Greene        | Barbade Shawn Kelly Barry Forde John Cumberbatch                           |
| 2001  | Canada Lars Madsen Steen Madsen Doug Baron Jim Fisher                        | Colombie                                                           | Chili                                                                      |
| 2002  | Cuba Reiner Cartaya Yosmani Pol Michel Pedroso                               | Colombie Wilson Meneses Jonathan Marín Víctor Alvarez              | Chili Sebastián Muñoz José Aravena Enzo Cesario                            |
| 2004  | Venezuela                                                                    | États-Unis Giddeon Massie Adam Duvendeck (en) Christian Stahl (en) | Colombie                                                                   |
| 2005  | Cuba Julio César Herrera Reiner Cartaya Ahmed López                          | Canada Cam Mackinnon Travis Smith Yannik Morin                     | États-Unis Michael Blatchford Stephen Alfred Kevin Belz                    |
| 2006  | Cuba Julio César Herrera Yasmani Poll Alexis Sotolongo                       | Argentine Darío Grosso Leandro Bottasso Sergio Guatto              | États-Unis Michael Blatchford Giddeon Massie Stephen Alfred                |
| 2007  | Cuba Julio César Herrera Yasmani Poll Ahmed López                            | États-Unis Michael Blatchford Adam Duvendeck Kevin Selker          | Canada Cam Mackinnon Lawrence Leroux Yannik Morin                          |
| 2008  | Chili Cristián Concha Pablo Concha Cristopher Mansilla                       | Trinité-et-Tobago Christopher Sellier Azikiwe Kellar Ako Kellar    | Guatemala José Sochón Gabriel Pellecer Daniel Cuté                         |
| 2009  | Colombie Leonardo Narváez Jonathan Marín Diego Gutiérrez                     | Canada Joseph Veloce Lawrence Leroux Stéphane Cossette             | Chili Cristián Concha Pablo Concha Cristopher Mansilla                     |
| 2010  | Colombie Leonardo Narváez Cristian Tamayo Fabián Puerta                      | Venezuela César Marcano Ángel Pulgar Hersony Canelón               | Trinité-et-Tobago Njisane Phillip Azikiwe Kellar Cristopher Sellier        |
| 2011  | Colombie Jonathan Marín Cristian Tamayo Fabián Puerta                        | États-Unis Dean Tracy Jimmy Watkins Michael Blatchford             | Venezuela César Marcano Ángel Pulgar Hersony Canelón                       |
| 2012  | États-Unis Michael Blatchford Kevin Mansker Jimmy Watkins                    | Canada Joseph Veloce Travis Smith Hugo Barrette                    | Venezuela César Marcano Ángel Pulgar Hersony Canelón                       |
| 2013  | Venezuela César Marcano Ángel Pulgar Hersony Canelón                         | Canada Joseph Veloce Stéphane Cossette Hugo Barrette               | États-Unis Kevin Mansker Nathan Koch Matthew Baranoski                     |
| 2014  | Venezuela Hersony Canelón César Marcano Ángel Pulgar                         | Colombie Rubén Darío Murillo Fabián Puerta Santiago Ramírez        | Brésil Dieferson Borges Kacio Fonseca Flávio Cipriano                      |
| 2015  | Venezuela Hersony Canelón Ángel Pulgar César Marcano                         | Canada Hugo Barrette Joseph Veloce Evan Carey                      | Brésil Hugo Osteti (pt) Flávio Cipriano (pt) Kacio Fonseca                 |
| 2016  | Colombie Rubén Darío Murillo Fabián Puerta Santiago Ramírez                  | Argentine Leandro Bottasso Pablo Perruchoud Juan Pablo Serrano     | Canada Patrice Pivin Joel Archambault Stefan Ritter                        |
| 2017  | Colombie Rubén Darío Murillo Fabián Puerta Santiago Ramírez                  | Trinité-et-Tobago Kwesi Browne Njisane Phillip Nicholas Paul       | Argentine Leandro Bottasso Pablo Perruchoud Juan Pablo Serrano             |
| 2018  | Trinité-et-Tobago Kwesi Browne Njisane Phillip Nicholas Paul Keron Bramble   | Colombie Rubén Murillo Santiago Ramírez Kevin Quintero             | Brésil Flávio Cipriano (pt) Kacio Fonseca João Vitor da Silva              |
| 2019  | Trinité-et-Tobago Keron Bramble Njisane Phillip Nicholas Paul                | Argentine Farid Suarez Juan Pablo Serrano Lucas Vilar              | Équateur Allan Lozano Alban Francisco Bone Nazareno Pablo Pacheco          |
| 2021  | Colombie Ruben Murillo Kevin Quintero Santiago Ramírez                       | Trinité-et-Tobago Keron Bramble Njisane Phillip Zion Pulido        | Argentine Leandro Bottasso Franco Victorio Lucas Vilar                     |
| 2022  | Trinité-et-Tobago Kwesi Browne Nicholas Paul Zion Pulido                     | Canada Ryan Dodyk Tyler Rorke Nick Wammes                          | Colombie Carlos Echeverri Juan David Ochoa Kevin Quintero Santiago Ramírez |
| 2023  | Canada James Hedgcock Tyler Rorke Nick Wammes                                | Trinité-et-Tobago Quincy Alexander Kwesi Browne Zion Pulido        | Colombie Cristian Ortega Rubén Darío Murillo Kevin Quintero                |
| 2024  | Colombie Rubén Darío Murillo Kevin Quintero Santiago Ramírez Cristian Ortega | Canada James Hedgcock Tyler Rorke Nick Wammes                      | États-Unis Evan Boone Joshua Hartman Dalton Walters Jamie Alvord           |
| 2025  | Trinité-et-Tobago Ryan D'Abreau Njisane Phillip Nicholas Paul                | Colombie Rubén Darío Murillo Kevin Quintero Cristian Ortega        | Mexique Ridley Malo Jafet López Edgar Verdugo                              |

### Poursuite individuelle
| Année | Or                     | Argent                 | Bronze                |
| ----- | ---------------------- | ---------------------- | --------------------- |
| 1974  | Fernando Vera (es)     | Luis Hernán Díaz       | Jorge Hernández (en)  |
| 1976  | Balbino Jaramillo (es) | Raúl Vázquez (en)      | Jorge Hernández (en)  |
| 1978  | Balbino Jaramillo (es) | Fernando Vera (es)     | Juan Rivera           |
| 1980  | Pedro Caíno (es)       | Balbino Jaramillo (es) | Fernando Vera (es)    |
| 1981  | Antônio Silvestre (pt) | Fernando Vera (es)     | Pedro Caíno (es)      |
| 1982  | Drapeau du Brésil      | Eduardo Trillini       | Pedro Caíno (es)      |
| 1984  | Balbino Jaramillo (es) | Antônio Silvestre (pt) | Fernando Vera (es)    |
| 1988  | Eduardo Alonso         | Antônio Silvestre (pt) | Omar Trujillo         |
| 1990  | Eduardo Graciano       | Manuel Youshimatz      | Noel de la Cruz       |
| 1992  | Noel de la Cruz        | Raúl Domínguez         | Miguel Droguett       |
| 1994  | Walter Pérez           | José Medina            | Carlos Alberto Suárez |
| 1996  | Christian Vande Velde  | Iván Domínguez         | Víctor Herrera        |
| 1997  | Iván Domínguez         | Jonathan Reth          | Víctor Herrera        |
| 2000  | Víctor Hugo Peña       | Guillermo Brunetta     | Marco Arriagada       |
| 2001  | Edgardo Simón          | Guillermo Brunetta     | Marco Arriagada       |
| 2002  | Marco Arriagada        | Luca Barazzutti        | Mark Ernsting         |
| 2004  | Sebastián Cancio       | Tomás Gil              | Fernando Antogna      |
| 2005  | Edgardo Simón          | Marco Arriagada        | Brad Huff             |
| 2006  | Carlos Alzate          | Jairo Pérez            | Zachary Bell          |
| 2007  | Carlos Alzate          | Tomás Gil              | Jorge Contreras       |
| 2008  | Svein Tuft             | Fernando Antogna       | Jaime Suaza           |
| 2009  | Jairo Pérez            | Fernando Antogna       | Jaime Suaza           |
| 2010  | Juan Pablo Suárez      | Juan Esteban Arango    | Eduardo Sepúlveda     |
| 2011  | Arles Castro           | Juan Esteban Arango    | Gonzalo Miranda       |
| 2012  | Gideoni Monteiro       | Mauro Agostini         | Carlos Linares        |
| 2013  | Eduardo Sepúlveda      | Mauro Agostini         | Jhonathan Restrepo    |
| 2014  | Robert Lea             | Mauro Agostini         | Víctor Moreno         |
| 2015  | Jhonatan Restrepo      | Sean Mackinnon         | Ed Veal               |
| 2016  | Eduardo Estrada        | Jay Lamoureux          | Edison Bravo          |
| 2017  | Derek Gee              | Jay Lamoureux          | Ignacio Prado         |
| 2018  | Ashton Lambie          | Gavin Hoover           | Luis Villalobos       |
| 2019  | Ashton Lambie          | Brayan Sánchez         | Jay Lamoureux         |
| 2021  | Brayan Sánchez         | Bryan Gómez            | Edibaldo Maldonado    |
| 2022  | Chris Ernst            | Brayan Sánchez         | Sean Richardson       |
| 2023  | Chris Ernst            | Michael Foley          | Anders Johnson        |
| 2024  | Anders Johnson         | Chris Ernst            | Daniel Fraser-Maraun  |
| 2025  | Anders Johnson         | Anderson Arboleda      | Cameron Fitzmaurice   |

### Poursuite par équipes
| Année | Or | Argent                                                                                        | Bronze                                                                                             |
| ----- | --- | --------------------------------------------------------------------------------------------- | -------------------------------------------------------------------------------------------------- |
| 1974  | Colombie Jorge Hernández (en) Jaime Galeano (en) Álvaro Bejarano Luis Hernán Díaz Julio Alberto Rubiano | Mexique Jorge Espinosa Francisco Vásquez (en) Francisco Huerta (en) Manuel Ceja               | Venezuela Vicente Laguna Gregorio Herrera Celso Rivero José Ollarves (en)                          |
| 1976  | Mexique Francisco Huerta (en) Rubén Camacho (en) Rosendo Ramos Jorge Hernández                          | Colombie Jorge Hernández (en) Héctor Julio Mayorga John Jairo Quiceno (en) Jaime Galeano (es) | Uruguay Waldemar Pedrazzi (de) Washington Díaz (de) Víctor Hugo González (de) Miguel Margalef (de) |
| 1978  | Cuba Reynaldo Cabrera Antonio Madera Juan Rivera Gustavo Vázquéz                                        | Colombie Oscar Gálvez José Dario Hernández Mauricio Mosquera Jaime Galeano (es)               | Mexique Gregorio Gámez Rubén Camacho (en) Rosendo Ramos Ernesto Hernández                          |
| 1980  | Argentine Pedro Caíno (es) Eduardo Trillini Omar Richeze Néstor Montabilet                              | Brésil Hans Fischer (en) Fernando Louro (de) José Carlos de Lima (de) Antônio Silvestre (pt)  | Chili Fernando Vera (es) Roberto Muñoz (es) Sergio Aliste (de) Richard Tormen (en)                 |
| 1981  | Argentine Pedro Caíno (es) Eduardo Trillini Gustavo Kucich Juan Carlos Haedo (en)                       | Colombie José Dario Hernández Efraín Domínguez Corley Uribe Humberto Velasco                  | Mexique Carlos Hernández Manuel Youshimatz José Luis Rico Octavio López                            |
| 1982  | Argentine Eduardo Trillini Pedro Caíno (es) Luis Moyano Juan Curuchet                                   | Brésil                                                                                        | Venezuela                                                                                          |
| 1984  | Chili Fernando Vera (es) Eduardo Cuevas (en) Miguel Droguett (de) Lino Aquea (en)                       | Brésil Antonio Carlos Hunger Antônio Silvestre (pt) Hans Fischer (en) Mauro Ribeiro           | États-Unis Dave Lettieri (en) Craig Alan Schommer Kit Kyle (de) David Brinton (en)                 |
| 1988  | Cuba |                                                                                               | |
| 1990  | Cuba Rigoberto Rielo Noel de la Cruz Alexis Marcel Conrado Cabrera (en)                                 | Colombie Leonardo Cardona (en) Gustavo Yusti Jorge Iván Casas Fernando Sierra                 | Chili Miguel Droguett Iván Henríquez Freddy Aquea Oscar Ortiz                                      |
| 1992  | Cuba Raúl Domínguez Noel de la Cruz Eugenio Castro Félix López                                          | Colombie Alberny de Jesús Vargas Fernando Sierra Esteban López José Julián Velásquez          | Mexique Raúl Frías Jesús Nieto Francisco Prado Carlos Anguiano                                     |
| 1994  | Argentine Walter Pérez Ángel Darío Colla Edgardo Simón Sergio Giovachini                                | Cuba Iosvani Domínguez Eugenio Castro Iván Domínguez Héctor Ajete                             | Chili José Medina Luis Fernando Sepúlveda Manuel Arriagada Víctor Garrido                          |
| 1996  | Colombie Marlon Pérez Jhon Freddy García Alex Moncaliano José Julián Velásquez                          | Chili Luis Fernando Sepúlveda José Medina Marco Arriagada Marcelo Arriagada                   | États-Unis Tommy Mulkey Adam Payne Curtin Gunn Christian Vande Velde                               |
| 1997  | Colombie Jhon Freddy García Alexander Moncaleano Giovanny López Víctor Herrera                          | Cuba Iván Domínguez Reynaldo Rodríguez Iosvany Gutiérrez Héctor Ajete                         | |
| 2000  | Colombie Marlon Pérez Víctor Hugo Peña Giovanni López John Durango                                      | Chili Richard Rodríguez Antonio Cabrera Francisco Cabrera Marco Arriagada                     | Argentine Oscar Villalobos Ezequiel Romero Facundo Bazzi Guillermo Brunetta                        |
| 2001  | Chili Antonio Cabrera Marco Arriagada Luis Fernando Sepúlveda Marcelo Arriagada                         | Argentine Guillermo Brunetta Ezequiel Romero Edgardo Simón Juan Curuchet                      | Colombie Arles Castro José Serpa John Durango John Fredy Parra                                     |
| 2002  | Chili Marco Arriagada Luis Fernando Sepúlveda Enzo Cesario Richard Rodríguez                            | Brésil Hernandes Quadri Júnior Armando Camargo Andre Polini Marcos Novello                    | Mexique Ignacio Sarabia José Sánchez Luis Macías Juan de la Rosa                                   |
| 2004  | Colombie José Serpa Rafael Infantino Juan Pablo Suárez Andrés Rodríguez                                 | Venezuela Richard Ochoa Tomás Gil Isaac Cañizales Franklin Raúl Chacón                        | Chili Enzo Cesario Gonzalo Miranda Francisco Cesario José Aravena                                  |
| 2005  | Chili Marco Arriagada Gonzalo Miranda Luis Fernando Sepúlveda Enzo Cesario                              | Argentine Edgardo Simón Sebastián Cancio Fernando Antogna César Sigura                        | Colombie Carlos Alzate José Serpa Alexander González Carlos Quintero                               |
| 2006  | Chili Luis Fernando Sepúlveda Enzo Cesario Gonzalo Miranda Antonio Cabrera                              | Argentine Guillermo Brunetta César Sigura Fernando Antogna Jorge Pi                           | Venezuela Isaac Cañizáles Tomás Gil Andris Hernández Frederick Segura                              |
| 2007  | Colombie Juan Pablo Forero Arles Castro Carlos Alzate Jairo Pérez                                       | Venezuela Tomás Gil Richard Ochoa Franklin Chacón Yosvangs Rojas                              | République dominicaine Augusto Sánchez Jorge Pérez Euri Vidal Rafael Merán                         |
| 2008  | Colombie Jaime Suaza Edwin Ávila Weimar Roldán Carlos Urán                                              | Chili Luis Mansilla Antonio Cabrera Gonzalo Miranda Raúl Bravo                                | Argentine Edgardo Simón Fernando Antogna Mauro Agostini Marcos Crespo                              |
| 2009  | Colombie Jairo Pérez Jaime Suaza John Fredy Parra Juan Pablo Suárez                                     | Chili Pablo Seisdedos Luis Mansilla Antonio Cabrera José Medina                               | Cuba Reldys Pérez Rubén Companioni Yans Arias Pedro Sibila                                         |
| 2010  | Colombie Juan Pablo Suárez Arles Castro Weimar Roldán Edwin Ávila                                       | Chili Enzo Cesario Pablo Seisdedos Antonio Cabrera Luis Mansilla                              | Cuba Pedro Sibila Reldys Pérez Yans Arias Rubén Companioni                                         |
| 2011  | Colombie Juan Esteban Arango Arles Castro Weimar Roldán Edwin Ávila                                     | Chili Luis Fernando Sepúlveda Gonzalo Miranda Antonio Cabrera Luis Mansilla                   | Argentine Eduardo Sepúlveda Maximiliano Almada Cristian Martínez Marcos Crespo                     |
| 2012  | Chili Pablo Seisdedos Antonio Cabrera Gonzalo Miranda Luis Fernando Sepúlveda                           | Brésil Armando Camargo Leandro Silva Thiago Nardin Gideoni Monteiro                           | Argentine Walter Pérez Marcos Crespo Maximiliano Almada Mauro Agostini                             |
| 2013  | Argentine Walter Pérez Maximiliano Richeze Mauro Abel Richeze Eduardo Sepúlveda                         | Colombie Fernando Gaviria Jhonathan Restrepo Jordan Parra Sebastián Molano                    | Mexique José Alfredo Aguirre Edibaldo Maldonado José Ramón Aguirre Diego Yépez                     |
| 2014  | Colombie Sebastián Molano Brayan Sánchez Arles Castro Jhonatan Restrepo                                 | Argentine Mauro Abel Richeze Juan Darío Merlos Mauro Agostini Walter Pérez                    | Venezuela Isaac Yaguaro Manuel Briceño Randall Figueroa Víctor Moreno Máximo Rojas                 |
| 2015  | Colombie Juan Esteban Arango Arles Castro Jhonatan Restrepo Jordan Parra                                | Canada Ed Veal Rémi Pelletier-Roy Aidan Caves Sean Mackinnon                                  | Chili Luis Fernando Sepúlveda Cristian Cornejo Elías Tello Felipe Peñaloza                         |
| 2016  | Colombie Juan Esteban Arango Brayan Sánchez Eduardo Estrada Wilmar Paredes                              | Canada Ed Veal Aidan Caves Jay Lamoureux Adam Jamieson                                        | Chili Antonio Cabrera Edison Bravo Nicolás González (en) Diego Ferreyra                            |
| 2017  | Canada Aidan Caves Jay Lamoureux Derek Gee Bayley Simpson                                               | États-Unis Eric Young Logan Owen Daniel Summerhill Adrian Hegyvary                            | Chili Elías Tello Luis Fernando Sepúlveda Cristian Cornejo Antonio Cabrera                         |
| 2018  | États-Unis Ashton Lambie Eric Young Colby Lange Gavin Hoover                                            | Colombie Juan Esteban Arango Brayan Sánchez Carlos Tobón Marvin Angarita                      | Mexique José Alfredo Aguirre Ignacio Prado Edibaldo Maldonado Ignacio Sarabia                      |
| 2019  | Canada Derek Gee Jay Lamoureux Vincent De Haître Michael Foley                                          | États-Unis John Croom Eric Young Ashton Lambie Daniel Holloway                                | Colombie Brayan Sánchez Carlos Tobón Juan Esteban Arango Wilmar Molina                             |
| 2021  | Colombie Juan Esteban Arango Julián Osorio Jordan Parra Brayan Sánchez                                  | Mexique Tomás Aguirre Edibaldo Maldonado Ricardo Peña Jorge Peyrot                            | Argentine Tomás Contte Juan Ignacio Curuchet Lukas Dundic Rubén Ramos                              |
| 2022  | Canada Evan Burtnik Chris Ernst Michael Foley Sean Richardson Dylan Bibic                               | Colombie Juan Esteban Arango Jordan Parra Brayan Sánchez Juan Pablo Zapata Julián Osorio      | Mexique Tomás Aguirre Edibaldo Maldonado José Ramón Muñiz Ricardo Peña Fernando Nava               |
| 2023  | Canada Dylan Bibic Michael Foley Mathias Guillemette Sean Richardson                                    | Colombie Anderson Arboleda Fernando Gaviria Juan Esteban Arango Juan Pablo Zapata             | États-Unis Anders Johnson Grant Koontz Gavin Hoover David Domonoske                                |
| 2024  | États-Unis David Domonoske Anders Johnson Grant Koontz Brendan Rhim                                     | Colombie Juan Esteban Arango Bryan Gómez Jordan Parra Brayan Sánchez                          | Canada Chris Ernst Cameron Fitzmaurice Daniel Fraser-Maraun Ethan Powell Charles Bergeron          |
| 2025  | États-Unis Peter Moore Brendan Rhim Anders Johnson David Domonoske Sean Christian                       | Canada Jonathan Hinse Cameron Fitzmaurice Ethan Powell Sean Richardson Chris Ernst            | Colombie Juan Esteban Arango Brayan Sánchez Nelson Soto Anderson Arboleda Jordan Parra             |

### Course aux points
| Année | Or                      | Argent                    | Bronze                  |
| ----- | ----------------------- | ------------------------- | ----------------------- |
| 1978  | Jaime Galeano (es)      | Víctor Hugo González (de) | Sergio Aliste           |
| 1980  | Pedro Caíno (es)        | Antônio Silvestre (pt)    | Gregorio Gámez          |
| 1981  | Sergio Aliste           | Antônio Silvestre (pt)    | José Luis Rico          |
| 1982  | Eduardo Trillini        | Miguel Droguett (de)      | Antônio Silvestre (pt)  |
| 1984  | Balbino Jaramillo (es)  | Eulogio Cala              | Fernando Louro (de)     |
| 1988  | Alexis Méndez (en)      | Manuel Youshimatz         |                         |
| 1990  | Manuel Youshimatz       | Miguel Droguett           | Leonardo Cardona (en)   |
| 1992  | Fernando Sierra         | Eduardo Alonso            | Conrado Cabrera (en)    |
| 1994  | Leonardo Cardona (en)   | Milton Wynants            | Hernandes Quadri Júnior |
| 1996  | Óscar Villalobos        | Milton Wynants            | Víctor Herrera          |
| 1997  | Juan Curuchet           | Juan Juárez               | Gabriel Curuchet        |
| 2000  | Hernandes Quadri Júnior | José Sánchez              | Marlon Pérez            |
| 2001  | Marco Arriagada         | Leonardo Duque            | José Sánchez            |
| 2002  | Marco Arriagada         | Luis Fernando Sepúlveda   | Hernandes Quadri Júnior |
| 2004  | Richard Ochoa           | Gonzalo Miranda           | Sebastián Cancio        |
| 2005  | Juan Esteban Curuchet   | Marco Arriagada           | John Fredy Parra        |
| 2006  | Andris Hernández        | Michel Fernández          | Jairo Pérez             |
| 2007  | Arles Castro            | Andris Hernández          | Carlos Hernández        |
| 2008  | Svein Tuft              | Daniel Holloway           | Antonio Cabrera         |
| 2009  | Juan Pablo Suárez       | Carlos Hernández          | Jairo Pérez             |
| 2010  | Weimar Roldán           | Jorge Luis Montenegro     | José Ramón Aguirre      |
| 2011  | Edwin Ávila             | Pablo Seisdedos           | Yans Arias              |
| 2012  | Edison Bravo            | Fabrizio Von Nacher       | Juan Gáspari            |
| 2013  | Máximo Rojas            | Yans Arias                | Manuel Rodas            |
| 2014  | Luis Mansilla           | Manuel Briceño            | Robert Lea              |
| 2015  | Luis Fernando Sepúlveda | Sean Mackinnon            | Juan Ignacio Curuchet   |
| 2016  | Juan Esteban Arango     | Manuel Rodas              | Rubén Ramos             |
| 2017  | Eric Young              | Antonio Cabrera           | Edwin Ávila             |
| 2018  | Felipe Peñaloza         | Jorge Luis Montenegro     | Rubén Ramos             |
| 2019  | Michael Foley           | Ignacio Sarabia           | Brayan Sánchez          |
| 2021  | Bryan Gómez             | Felipe Peñaloza           | Robert Sierra           |
| 2022  | Fabio Pereira           | Michael Foley             | Jordan Parra            |
| 2023  | Juan Esteban Arango     | Mathias Guillemette       | Colby Lange             |
| 2024  | Peter Moore             | Bryan Gómez               | Franco Buchanan         |

### Course à l'américaine
| Année | Or                                              | Argent                                              | Bronze                                                 |
| ----- | ----------------------------------------------- | --------------------------------------------------- | ------------------------------------------------------ |
| 2000  | Colombie John Durango Giovanni López            | Argentine Ezequiel Romero Mario Giménez             | Chili Richard Rodríguez Francisco Cabrera              |
| 2001  | Colombie Leonardo Duque Víctor Herrera          | Chili                                               | Argentine Juan Curuchet Gabriel Curuchet               |
| 2002  | Chili Richard Rodríguez Luis Fernando Sepúlveda | Mexique Juan de la Rosa José Sánchez                | Uruguay Milton Wynants Agustín Margalef                |
| 2004  | Colombie José Serpa John Fredy Parra            | Guatemala Miguel Pérez David Calanche               | Chili Enzo Cesario José Aravena                        |
| 2005  | Argentine Juan Curuchet Walter Pérez            | Chili Enzo Cesario Luis Fernando Sepúlveda          | Colombie José Serpa Alexander González                 |
| 2006  | Argentine Juan Curuchet Walter Pérez            | Chili Enzo Cesario Luis Fernando Sepúlveda          | Brésil Hernandes Quadri Júnior Mac Donald Fernandes    |
| 2007  | États-Unis Brad Huff Colby Pearce               | Chili Gonzalo Miranda Luis Fernando Sepúlveda       | Cuba Michel Fernández Yunier Alonso                    |
| 2008  | Canada Svein Tuft Zachary Bell                  | Chili Gonzalo Miranda Luis Fernando Sepúlveda       | Colombie Carlos Urán Armando Cárdenas                  |
| 2009  | Mexique Luis Macías Ignacio Sarabia             | Brésil Thiago Nardin Marcos Novello                 | République dominicaine Rafael Merán Benigno de la Cruz |
| 2010  | Colombie Carlos Ospina Weimar Roldán            | République dominicaine Rafael Merán Augusto Sánchez | Argentine Marcos Crespo Martín Ercila                  |
| 2011  | Chili Antonio Cabrera Cristopher Mansilla       | Colombie Edwin Ávila Weimar Roldán                  | Mexique Cristian Medina Diego Yépez                    |
| 2012  | Chili Antonio Cabrera Cristopher Mansilla       | Brésil Armando Camargo Thiago Nardin                | Équateur Byron Guamá José Ragonessi                    |
| 2013  | Mexique Diego Yépez José Ramón Aguirre          | Argentine Walter Pérez Eduardo Sepúlveda            | Cuba Yans Arias Ramón Martín                           |
| 2014  | États-Unis Jacob Duehring Robert Lea            | Colombie Jordan Parra Jhonatan Restrepo             | Argentine Marcos Crespo Walter Pérez                   |
| 2015  | États-Unis Jacob Duehring Robert Lea            | Colombie Juan Esteban Arango Jhonatan Restrepo      | Chili Luis Fernando Sepúlveda Gonzalo Miranda          |
| 2016  | Chili Antonio Cabrera Edison Bravo              | Colombie Eduardo Estrada Jordan Parra               | Argentine Rubén Ramos Sebastián Trillini               |
| 2017  | États-Unis Zachary Carlson Zak Kovalcik         | Argentine Tomás Contte Sebastián Trillini           | Colombie Jordan Parra Edwin Ávila                      |
| 2018  | États-Unis Daniel Holloway Adrian Hegyvary      | Mexique Ignacio Sarabia José Alfredo Aguirre        | Chili Felipe Peñaloza Antonio Cabrera                  |
| 2019  | Mexique Ignacio Prado Ignacio Sarabia           | États-Unis Adrian Hegyvary Daniel Holloway          | Chili Matias Arriagada Antonio Cabrera                 |
| 2021  | Mexique José Ramón Muñiz Jorge Peyrot           | Colombie Juan Esteban Arango Brayan Sánchez         | Chili Felipe Peñaloza Antonio Cabrera                  |
| 2022  | Canada Dylan Bibic Michael Foley                | Colombie Juan Esteban Arango Jordan Parra           | Mexique Fernando Nava Ricardo Peña                     |
| 2023  | Canada Dylan Bibic Mathias Guillemette          | Colombie Juan Esteban Arango Fernando Gaviria       | Mexique Ricardo Peña Fernando Nava                     |
| 2024  | États-Unis Grant Koontz Peter Moore             | Mexique Fernando Nava Edibaldo Maldonado            | Colombie Juan Esteban Arango Jordan Parra              |
| 2025  | États-Unis Peter Moore Brendan Rhim             | Colombie Juan Esteban Arango Jordan Parra           | Argentine Rubén Ramos Marcos Méndez                    |

### Scratch
| Année | Or                  | Argent              | Bronze                  |
| ----- | ------------------- | ------------------- | ----------------------- |
| 2002  | Juan de la Rosa     | Marcelo Arriagada   | Marcos Novello          |
| 2004  | Ángel Darío Colla   | Gonzalo Miranda     | Isaac Cañizales         |
| 2005  | Ángel Darío Colla   | José Aravena        | Walter Pérez            |
| 2006  | Walter Pérez        | Ángel Darío Colla   | José Aravena            |
| 2007  | Luis Mansilla       | Máximo Rojas        | Cristian Clavero        |
| 2008  | Ángel Darío Colla   | Luis Mansilla       | Cody O'Reilly           |
| 2009  | Pablo Seisdedos     | Ángel Darío Colla   | Mario Alberto Contreras |
| 2010  | Carlos Ospina       | Cody O'Reilly       | Luis Mansilla           |
| 2011  | Carlos Urán         | Cristopher Mansilla | Ángel Darío Colla       |
| 2012  | Bobby Lea           | Pablo Seisdedos     | Darren Matthews         |
| 2013  | Maximiliano Richeze | Yans Carlos Arias   | Máximo Rojas            |
| 2014  | Jorge Montenegro    | Luis Mansilla       | Cristopher Mansilla     |
| 2015  | Ignacio Prado       | Aidan Caves         | Cristopher Mansilla     |
| 2016  | Alfredo Santoyo     | Zak Kovalcik        | Edwin Sutherland        |
| 2017  | Hugo Velázquez      | Bryan Gómez         | Clever Martínez         |
| 2018  | Adrian Hegyvary     | Iván Carbajal       | Antonio Cabrera         |
| 2019  | Ashton Lambie       | Ignacio Prado       | Aidan Caves             |
| 2021  | Akil Campbell       | Jamol Eastmond      | Julio Padilla           |
| 2022  | Grant Koontz        | Dylan Bibic         | Akil Campbell           |
| 2023  | Dylan Bibic         | Fernando Nava       | Grant Koontz            |
| 2024  | Fernando Nava       | Cristian Arriagada  | Akil Campbell           |
| 2025  | Cam Fitzmaurice     | Brendan Rhim        | Clever Martínez         |

### Omnium
| Année | Or                  | Argent               | Bronze             |
| ----- | ------------------- | -------------------- | ------------------ |
| 2007  | Brad Huff           | Juan Esteban Arango  | Jorge Pérez        |
| 2008  | Carlos Urán         | Zachary Bell         | Ángel Darío Colla  |
| 2009  | Rubén Companioni    | Pablo Seisdedos      | Ángel Darío Colla  |
| 2010  | Carlos Urán         | Rubén Companioni     | Luis Mansilla      |
| 2011  | Luis Mansilla       | Carlos Linares       | Carlos Urán        |
| 2012  | Walter Pérez        | Carlos Linares       | Robert Lea         |
| 2013  | Fernando Gaviria    | José Alfredo Aguirre | Pablo Seisdedos    |
| 2014  | Sebastián Molano    | Cristopher Mansilla  | Rémi Pelletier-Roy |
| 2015  | Juan Esteban Arango | Ignacio Prado        | Rémi Pelletier-Roy |
| 2016  | Aidan Caves         | Zak Kovalcik         | Julio Padilla      |
| 2017  | Ignacio Prado       | Aidan Caves          | Tomás Contte       |
| 2018  | Ángel Pulgar        | Carlos Quishpe       | Ignacio Prado      |
| 2019  | Derek Gee           | Ignacio Prado        | Gavin Hoover       |
| 2021  | Ricardo Peña        | Juan Esteban Arango  | Tomás Contte       |
| 2022  | Dylan Bibic         | Ricardo Peña         | Ángel Pulgar       |
| 2023  | Dylan Bibic         | Fernando Gaviria     | Akil Campbell      |
| 2024  | Chris Ernst         | Juan Esteban Arango  | Ricardo Peña       |
| 2025  | Peter Moore         | Clever Martínez      | Rubén Ramos        |

### Élimination
| Année | Or                    | Argent                | Bronze             |
| ----- | --------------------- | --------------------- | ------------------ |
| 1994  | Walter Pérez          | Edgardo Simón         | Milton Wynants     |
| 1996  | José Julián Velásquez | Jaime Ardila          | Reinaldo Rodríguez |
| 1997  | Juan Curuchet         | Gabriel Curuchet      | Alvaro Muñoz       |
| 2000  | José Julián Velásquez | Milton Wynants        | Mario Giménez      |
| 2001  | Juan Curuchet         | José Aravena          | Juan Cabrera       |
| 2021  | Jordan Parra          | Juan Ignacio Curuchet | Cristian Arriagada |
| 2022  | Dylan Bibic           | Jordan Parra          | Eddy Huntsman      |
| 2023  | Dylan Bibic           | Fernando Gaviria      | Jacob Decar        |
| 2024  | Grant Koontz          | Jordan Parra          | Jacob Decar        |
| 2025  | Brendan Rhim          | Jordan Parra          | Jacob Decar        |

## Épreuves féminines

### 500 mètres
| Année | Or               | Argent           | Bronze                 |
| ----- | ---------------- | ---------------- | ---------------------- |
| 1996  | Nicole Reinhart  | Daniela Larreal  | Yumari González        |
| 1997  | Yumari González  | Daniela Larreal  | Nancy Contreras        |
| 2000  | Daniela Larreal  | Lori-Ann Muenzer | Yumari González        |
| 2001  | Yumari González  | Daniela Larreal  | Diana García           |
| 2002  | Yumari González  | Lori-Ann Muenzer | Diana García           |
| 2004  | Tanya Lindenmuth | Yumari González  | Diana García           |
| 2005  | Lisandra Guerra  | Nancy Contreras  | Yumari González        |
| 2006  | Lisandra Guerra  | Angie González   | Diana García           |
| 2007  | Lisandra Guerra  | Diana García     | Angie González         |
| 2008  | Diana García     | Paola Muñoz      | Cinthia Martínez       |
| 2009  | Lisandra Guerra  | Diana García     | Cari Higgins           |
| 2010  | Lisandra Guerra  | Monique Sullivan | Nancy Contreras        |
| 2011  | Lisandra Guerra  | Juliana Gaviria  | Cristin Walker         |
| 2012  | Lisandra Guerra  | Juliana Gaviria  | Elizabeth Carlson-Reap |
| 2013  | Lisandra Guerra  | Juliana Gaviria  | Madalyn Godby          |
| 2014  | Lisandra Guerra  | Juliana Gaviria  | María Esthela Vilera   |
| 2015  | Jessica Salazar  | Juliana Gaviria  | Lisandra Guerra        |
| 2016  | Jessica Salazar  | Martha Bayona    | Juliana Gaviria        |
| 2017  | Jessica Salazar  | Martha Bayona    | Mandy Marquardt        |
| 2018  | Jessica Salazar  | Daniela Gaxiola  | Martha Bayona          |
| 2019  | Jessica Salazar  | Martha Bayona    | Daniela Gaxiola        |
| 2021  | Martha Bayona    | Natalia Vera     | Marianis Salazar       |
| 2022  | Martha Bayona    | Kelsey Mitchell  | Juliana Gaviria        |
| 2023  | Martha Bayona    | Mandy Marquardt  | Jessica Salazar        |
| 2024  | Martha Bayona    | Jessica Salazar  | Emily Hayes            |

### Kilomètre
| Année | Or               | Argent        | Bronze          |
| ----- | ---------------- | ------------- | --------------- |
| 2025  | Stefany Cuadrado | Hayley Yoslov | Juliana Gaviria |

### Keirin
| Année | Or               | Argent           | Bronze               |
| ----- | ---------------- | ---------------- | -------------------- |
| 2002  | Lori-Ann Muenzer | Yumari González  | Diana García         |
| 2004  | Diana García     | Yumari González  | Tanya Lindenmuth     |
| 2005  | Daniela Larreal  | Lisandra Guerra  | Diana García         |
| 2006  | Lisandra Guerra  | Angie González   | Diana García         |
| 2007  | Jennie Reed      | Lisandra Guerra  | Nancy Contreras      |
| 2008  | Diana García     | Maritza Ceballos | Diana Almada         |
| 2009  | Lisandra Guerra  | Diana García     | Cari Higgins         |
| 2010  | Lisandra Guerra  | Daniela Larreal  | Diana García         |
| 2011  | Lisandra Guerra  | Cristin Walker   | Monique Sullivan     |
| 2012  | Monique Sullivan | Daniela Gaxiola  | Jennifer Valente     |
| 2013  | Lisandra Guerra  | Juliana Gaviria  | María Esthela Vilera |
| 2014  | Monique Sullivan | Gabriela Yumi    | Daniela Larreal      |
| 2015  | Monique Sullivan | Martha Bayona    | Jessica Salazar      |
| 2016  | Daniela Gaxiola  | Juliana Gaviria  | Martha Bayona        |
| 2017  | Martha Bayona    | Mandy Marquardt  | Daniela Gaxiola      |
| 2018  | Martha Bayona    | Lauriane Genest  | Amelia Walsh         |
| 2019  | Lauriane Genest  | Martha Bayona    | Kelsey Mitchell      |
| 2021  | Yuli Verdugo     | Martha Bayona    | Juliana Gaviria      |
| 2022  | Kelsey Mitchell  | Lauriane Genest  | Juliana Gaviria      |
| 2023  | Martha Bayona    | Lauriane Genest  | Daniela Gaxiola      |
| 2024  | Martha Bayona    | Daniela Gaxiola  | Kelsey Mitchell      |
| 2025  | Lauriane Genest  | Yuli Verdugo     | Stefany Cuadrado     |

### Vitesse individuelle
| Année | Or                | Argent           | Bronze                 |
| ----- | ----------------- | ---------------- | ---------------------- |
| 1988  | Dania Pérez (en)  | Iêda Botelho     | Odalys Tomps           |
| 1990  | Gabriela Riquelme | Yacel Ojeda      | Janeth Burgos          |
| 1992  | Daniela Larreal   | Yacel Ojeda      | Zuleika Jáurega        |
| 1994  | Zuleika Jáurega   | Iêda Botelho     | Jessica Grieco         |
| 1996  | Daniela Larreal   | Jeanne Farrell   | Zuleika Jáurega        |
| 1997  | Daniela Larreal   | Yumari González  | Nancy Contreras        |
| 2000  | Lori-Ann Muenzer  | Daniela Larreal  | Yumari González        |
| 2001  | Daniela Larreal   | Yumari González  | Diana García           |
| 2002  | Lori-Ann Muenzer  | Yumari González  | Diana García           |
| 2004  | Tanya Lindenmuth  | Yumari González  | Diana García           |
| 2005  | Diana García      | Lisandra Guerra  | Angie González         |
| 2006  | Diana García      | Lisandra Guerra  | Angie González         |
| 2007  | Lisandra Guerra   | Jennie Reed      | Diana García           |
| 2008  | Diana García      | Maritza Ceballos | María Fernanda Jiménez |
| 2009  | Lisandra Guerra   | Diana García     | Cari Higgins           |
| 2010  | Lisandra Guerra   | Diana García     | Daniela Larreal        |
| 2011  | Lisandra Guerra   | Monique Sullivan | Daniela Larreal        |
| 2012  | Monique Sullivan  | Lisandra Guerra  | Daniela Gaxiola        |
| 2013  | Lisandra Guerra   | Juliana Gaviria  | Gleidimar Tapia        |
| 2014  | Lisandra Guerra   | Monique Sullivan | Daniela Larreal        |
| 2015  | Monique Sullivan  | Juliana Gaviria  | Lisandra Guerra        |
| 2016  | Jessica Salazar   | Yuli Verdugo     | Daniela Gaxiola        |
| 2017  | Daniela Gaxiola   | Yuli Verdugo     | Madalyn Godby          |
| 2018  | Daniela Gaxiola   | Jessica Salazar  | Martha Bayona          |
| 2019  | Kelsey Mitchell   | Martha Bayona    | Mandy Marquardt        |
| 2021  | Martha Bayona     | Yuli Verdugo     | Juliana Gaviria        |
| 2022  | Kelsey Mitchell   | Luz Gaxiola      | Yuli Verdugo           |
| 2023  | Lauriane Genest   | Daniela Gaxiola  | Yuli Verdugo           |
| 2024  | Daniela Gaxiola   | Kelsey Mitchell  | Martha Bayona          |
| 2025  | Lauriane Genest   | Stefany Cuadrado | Emily Hayes            |

### Vitesse par équipes
| Année | Or                                                               | Argent                                                   | Bronze                                                             |
| ----- | ---------------------------------------------------------------- | -------------------------------------------------------- | ------------------------------------------------------------------ |
| 2007  | Venezuela Karelia Machado Angie González                         | Cuba Lisandra Guerra Yumari González                     | Mexique                                                            |
| 2008  | Colombie Diana García Maritza Ceballos                           | Chili Paola Muñoz Daniela Guajardo                       | Uruguay Cinthia Martínez Johana Bracco                             |
| 2009  | Colombie Diana García Sol Roa                                    | Canada Monique Sullivan Tara Whitten                     | Mexique Nancy Contreras Stephany Tinajero                          |
| 2010  | Cuba Lisandra Guerra Arianna Herrera                             | Colombie Diana García Juliana Gaviria                    | Mexique Nancy Contreras Daniela Gaxiola                            |
| 2011  | Colombie Diana García Juliana Gaviria                            | Venezuela Daniela Larreal María Esthela Vilera           | Cuba Lisandra Guerra Arianna Herrera                               |
| 2012  | Venezuela Daniela Larreal María Esthela Vilera                   | États-Unis Elizabeth Carlson-Reap Dana Feiss             | Colombie Diana García Juliana Gaviria                              |
| 2013  | Colombie Juliana Gaviria Martha Bayona                           | Cuba Lisandra Guerra Laura Arias                         | Venezuela Marynés Prada Gleidimar Tapia                            |
| 2014  | Colombie Diana García Juliana Gaviria                            | Venezuela Daniela Larreal María Esthela Vilera           | Cuba Marlies Mejías Lisandra Guerra                                |
| 2015  | Mexique Daniela Gaxiola Jessica Salazar                          | Colombie Martha Bayona Juliana Gaviria                   | Canada Monique Sullivan Kate O'Brien                               |
| 2016  | Mexique Jessica Salazar Yuli Verdugo                             | Colombie Juliana Gaviria Martha Bayona                   | États-Unis Mandy Marquardt Madalyn Godby                           |
| 2017  | États-Unis Madalyn Godby Mandy Marquardt                         | Canada Stephanie Roorda Amelia Walsh                     | Venezuela Mariaesthela Vilera Yolimar Pérez                        |
| 2018  | Mexique Daniela Gaxiola Yuli Verdugo Jessica Salazar             | États-Unis Mandy Marquardt Madalyn Godby                 | Canada Lauriane Genest Amelia Walsh                                |
| 2019  | Canada Kelsey Mitchell Lauriane Genest                           | Mexique Jessica Salazar Yuli Verdugo                     | Colombie Juliana Gaviria Diana García                              |
| 2021  | Colombie Martha Bayona Juliana Gaviria Yarli Mosquera            | Mexique Sofía Martínez Melanie Ramírez Yuli Verdugo      | Argentine Valentina Luna Milagros Sanabria Natalia Vera            |
| 2022  | Canada Lauriane Genest Kelsey Mitchell Sarah Orban               | Mexique Luz Gaxiola Jessica Salazar Yuli Verdugo         | Colombie Martha Bayona Juliana Gaviria Marianis Salazar            |
| 2023  | Mexique Jessica Salazar Yuli Verdugo Daniela Gaxiola             | Canada Jackie Boyle Lauriane Genest Sarah Orban          | États-Unis Keely Ainslie Kayla Hankins Mandy Marquardt             |
| 2024  | Mexique Daniela Gaxiola Jessica Salazar Yuli Verdugo             | Canada Lauriane Genest Kelsey Mitchell Sarah Orban       | États-Unis Keely Ainslie Kayla Hankins Mandy Marquardt Emily Hayes |
| 2025  | États-Unis Emily Hayes Kayla Hankins Hayley Yoslov McKenna McKee | Colombie Yarli Mosquera Juliana Gaviria Stefany Cuadrado | Argentine Valentina Luna Natalia Vera Velentina Mendez             |

### Poursuite individuelle
| Année | Or                 | Argent               | Bronze               |
| ----- | ------------------ | -------------------- | -------------------- |
| 1988  | Martha Ligia Maya  |                      | Odalys Tomps         |
| 1990  | Adriana Muriel     | Tatiana Fernández    | Odalys Tomps         |
| 1992  | Maddy Toermen      | Adriana Muriel       | Belem Guerrero       |
| 1994  | Dania Pérez        | Belem Guerrero       | Yacel Ojeda          |
| 1996  | Madelín Jorge      | Jeanne Farrell       | Lismey Britapaz      |
| 1997  | Yoanka González    | Dania Pérez (en)     | Erin Veenstra        |
| 2000  | Erin Carter        | Dania Pérez          | Mandy Poitras        |
| 2001  | María Luisa Calle  | Belem Guerrero       | Yuliet Rodríguez     |
| 2002  | Belem Guerrero     | Erin Carter          | Sandra Gómez         |
| 2004  | Yoanka González    | Sarah Uhl            | Dayana Chirinos      |
| 2005  | María Luisa Calle  | Kristin Armstrong    | Erin Mirabella       |
| 2006  | María Luisa Calle  | Yoanka González      | Yudelmis Domínguez   |
| 2007  | María Luisa Calle  | Danielys García      | Dalila Rodríguez     |
| 2008  | Dotsie Bausch      | Rocío Bernal         | Valeria Müller       |
| 2009  | Tara Whitten       | Dalila Rodríguez     | Yudelmis Domínguez   |
| 2010  | Sarah Hammer       | María Luisa Calle    | Dalila Rodríguez     |
| 2011  | María Luisa Calle  | Yudelmis Domínguez   | Marlies Mejías       |
| 2012  | María Luisa Calle  | Marlies Mejías       | Elizabeth Newell     |
| 2013  | Marlies Mejías     | Yudelmis Domínguez   | Elizabeth Newell     |
| 2014  | Jasmin Glaesser    | Marlies Mejías       | María Luisa Calle    |
| 2015  | Jennifer Valente   | Kelly Catlin         | Annie Foreman-Mackey |
| 2016  | Kelly Catlin       | Marlies Mejías       | Jasmin Glaesser      |
| 2017  | Kelly Catlin       | Kinley Gibson        | Mailín Sánchez       |
| 2018  | Kelly Catlin       | Marlies Mejias       | Jennifer Wheeler     |
| 2019  | Georgia Simmerling | Annie Foreman-Mackey | Emma White           |
| 2021  | Marcela Hernández  | Yareli Acevedo       | Jessica Parra        |
| 2022  | Adèle Desgagnés    | Teniel Campbell      | Ruby West            |
| 2023  | Ariane Bonhomme    | Fiona Majendie       | Andrea Alzate        |
| 2024  | Emily Ehrlich      | Aranza Villalón      | Olivia Cummins       |
| 2025  | Emily Ehrlich      | Ariane Bonhomme      | Skyler Goudswaard    |

### Poursuite par équipes
| Année | Or                                                                               | Argent                                                                            | Bronze                                                                                 |
| ----- | -------------------------------------------------------------------------------- | --------------------------------------------------------------------------------- | -------------------------------------------------------------------------------------- |
| 2008  | Colombie Laura Lozano Rocío Bernal Sandra Gómez                                  | Argentine Valeria Pintos Cristina Greve Alejandra Alliegro                        |                                                                                        |
| 2009  | Cuba Yumari González Dalila Rodríguez Yudelmis Domínguez                         | Colombie Lorena Vargas Serika Gulumá Laura Lozano                                 | Canada Laurie Dupont Tara Whitten Laura Brown                                          |
| 2010  | États-Unis Sarah Hammer Lauren Tamayo Dotsie Bausch                              | Cuba Yumari González Dalila Rodríguez Yudelmis Domínguez                          | Colombie María Luisa Calle Lorena Vargas Natalia Muñoz                                 |
| 2011  | Cuba Yudelmis Domínguez Yumari González Marlies Mejías                           | Venezuela Angie González Danielys García Lilibeth Chácon                          | Colombie Lorena Vargas Serika Gulumá Luz Adriana Tovar                                 |
| 2012  | Canada Allison Beveridge Stephanie Roorda Laura Brown                            | Venezuela Angie González Danielys García Lilibeth Chácon                          | États-Unis Jennifer Valente Cari Higgins Elizabeth Newell                              |
| 2013  | Cuba Yudelmis Domínguez Marlies Mejías Arlenis Sierra                            | Colombie María Luisa Calle Serika Gulumá Milena Salcedo                           | Venezuela Jennifer César Angie González Danielys García                                |
| 2014  | États-Unis Jennifer Valente Elizabeth Newell Amber Gaffney Kimberly Geist        | Cuba Marlies Mejías Yumari González Yoanka González Yudelmis Domínguez            | Venezuela Angie González Jennifer César Lilibeth Chácon Zuralmy Rivas                  |
| 2015  | États-Unis Kelly Catlin Sarah Hammer Ruth Winder Jennifer Valente                | Canada Allison Beveridge Stephanie Roorda Kirsti Lay Annie Foreman-Mackey         | Chili Flor Palma Daniela Guajardo Denisse Ahumada Valentina Monsalve                   |
| 2016  | Canada Jasmin Glaesser Ariane Bonhomme Kinley Gibson Jamie Gilgen                | Mexique Yareli Salazar Mayra Rocha Sofía Arreola Jessica Bonilla                  | Chili Javiera Reyes Constanza Paredes Carolina Oyarzo Paola Muñoz                      |
| 2017  | Canada Ariane Bonhomme Kinley Gibson Devaney Collier Meghan Grant                | Mexique Sofía Arreola Yareli Salazar Jessica Bonilla Mayra Rocha                  | Cuba Arlenis Sierra Marlies Mejías Mailín Sánchez Yeima Torres Claudia Barro           |
| 2018  | États-Unis Jennifer Valente Kimberly Geist Kelly Catlin Christina Birch          | Mexique Yarely Salazar Ana Teresa Casas Jessica Bonilla Brenda Santoyo            | Canada Maggie Coles-Lyster Laurie Jussaume Devaney Collier Miriam Brouwer Erin Attwell |
| 2019  | Canada Allison Beveridge Annie Foreman-Mackey Ariane Bonhomme Georgia Simmerling | États-Unis Lily Williams Kendall Ryan Emma White Christina Birch                  | Mexique Jessica Bonilla Maria Gaxiola Mayra Rocha Sofia Arreola                        |
| 2021  | Colombie Tatiana Dueñas Marcela Hernández Jessica Parra Lina Rojas               | Mexique Yareli Acevedo Sofía Arreola Romina Hinojosa Victoria Velasco             | Chili Daniela Guajardo Paola Muñoz Aranza Villalón Paula Villalón                      |
| 2022  | Canada Adèle Desgagnés Lily Plante Sarah Van Dam Ruby West Erin Attwell          | Mexique Yareli Acevedo Nicole Córdova Maria Gaxiola Victoria Velasco              | États-Unis Olivia Cummins Colleen Gulick Chloe Patrick Zoe Ta-Perez                    |
| 2023  | Canada Erin Attwell Ariane Bonhomme Fiona Majendie Ruby West                     | Mexique Sofía Arreola Antonieta Gaxiola Victoria Velasco Lizbeth Salazar          | États-Unis Colleen Gulick Elizabeth Stevenson Bethany Matsick Daniele Morshead         |
| 2024  | États-Unis Olivia Cummins Emily Ehrlich Colleen Gulick Bethany Ingram            | Canada Ngaire Barraclough Anika Brants Kiara Lylyk Lily Plante                    | Mexique Yareli Acevedo Maria Gaxiola Lizbeth Salazar Victoria Velasco                  |
| 2025  | États-Unis Bethany Ingram Olivia Cummins Reagen Pattishall Emily Ehrlich         | Canada Lily Plante Skyler Goudswaard Fiona Majendie Ariane Bonhomme Jenna Nestman | Colombie Marcela Hernández Camila Valbuena Elizabeth Castaño Lina Rojas                |

### Course aux points
| Année | Or                 | Argent                  | Bronze            |
| ----- | ------------------ | ----------------------- | ----------------- |
| 1990  | Odalys Tomps       | Isabel León             | Gabriela Riquelme |
| 1992  | Yacel Ojeda        | María Consuelo Restrepo | Belem Guerrero    |
| 1994  | Dania Pérez (en)   | Yoanka González         | Belem Guerrero    |
| 2000  | Dania Pérez        | Yoanka González         | Erin Carter       |
| 2001  | Belem Guerrero     | Yuliet Rodríguez        | Dayana Chirinos   |
| 2002  | Belem Guerrero     | Patricia Palencia       | María Parra       |
| 2004  | Sandra Gómez       | Amelia Blanco           | Dayana Chirinos   |
| 2005  | Erin Mirabella     | Yudelmis Domínguez      | Yumari González   |
| 2006  | Yoanka González    | Cristina Greve          | Mónica Méndez     |
| 2007  | Belem Guerrero     | Sandra Gómez            | Yoanka González   |
| 2008  | Yoanka González    | Belem Guerrero          | Valeria Müller    |
| 2009  | Yumari González    | Paola Muñoz             | Tara Whitten      |
| 2010  | Theresa Cliff-Ryan | Lorena Vargas           | Danielys García   |
| 2011  | Lilibeth Chácon    | Arlenis Sierra          | Cari Higgins      |
| 2012  | Paola Muñoz        | Danielys García         | Daniela Guajardo  |
| 2013  | Yudelmis Domínguez | María Luisa Calle       | Danielys García   |
| 2014  | Jasmin Glaesser    | Arlenis Sierra          | María Luisa Calle |
| 2015  | Stephanie Roorda   | Kimberly Geist          | Arlenis Sierra    |
| 2016  | Jasmin Glaesser    | Arlenis Sierra          | Ariane Bonhomme   |
| 2017  | Jennifer Valente   | Angie González          | Stephanie Roorda  |
| 2018  | Jennifer Valente   | Jessica Bonilla         | Marlies Mejias    |
| 2019  | Jennifer Valente   | Sofia Arreola           | Marcela Hernández |
| 2021  | Yareli Acevedo     | Maggie Coles-Lyster     | Amber Joseph      |
| 2022  | Teniel Campbell    | Amber Joseph            | Sarah Van Dam     |
| 2023  | Yareli Acevedo     | Elizabeth Castaño       | Paula Villalón    |
| 2024  | Jennifer Valente   | Victoria Velasco        | Lily Plante       |
| 2025  | Teniel Campbell    | Sofía Arreola           | Elizabeth Castaño |

### Course à l'américaine
| Année | Or                                           | Argent                                     | Bronze                                    |
| ----- | -------------------------------------------- | ------------------------------------------ | ----------------------------------------- |
| 2016  | Mexique Mayra Rocha Sofía Arreola            | États-Unis Colleen Gulick Christina Birch  | Cuba Marlies Mejías Iraida García         |
| 2017  | Canada Allison Beveridge Stephanie Roorda    | États-Unis Kimberly Geist Kimberly Zubris  | Mexique Sofía Arreola Mayra Rocha         |
| 2018  | Mexique Yarely Salazar Sofía Arreola         | Canada Allison Beveridge Stephanie Roorda  | États-Unis Kimberly Geist Christina Birch |
| 2019  | États-Unis Kendall Ryan Jennifer Valente     | Mexique Jessica Bonilla Lizbeth Salazar    | Brésil Daniela Lionco Wellyda Rodrigues   |
| 2021  | Mexique Yareli Acevedo Victoria Velasco      | Colombie Tatiana Dueñas Jessica Parra      | Équateur Dayana Aguilar Miryam Núñez      |
| 2022  | Canada Sarah Van Dam Lily Plante             | États-Unis Zoe Ta-Perez Colleen Gulick     | Brésil Wellyda Rodrigues Alice Melo       |
| 2023  | Mexique Antonieta Gaxiola Lizbeth Salazar    | Canada Ariane Bonhomme Devaney Collier     | Colombie Lina Rojas Elizabeth Castaño     |
| 2024  | États-Unis Megan Jastrab Jennifer Valente    | Colombie Juliana Londoño Marcela Hernández | Canada Lily Plante Ngaire Barracloucgh    |
| 2025  | Colombie Marcela Hernández Elizabeth Castaño | États-Unis Bethany Ingram Olivia Cummins   | Canada Lily Plante Fiona Majendie         |

### Scratch
| Année | Or                | Argent            | Bronze             |
| ----- | ----------------- | ----------------- | ------------------ |
| 2002  | Belem Guerrero    | Patricia Palencia | Claudia Aravena    |
| 2004  | Yumari González   | Dayana Chirinos   | Paola Muñoz        |
| 2005  | Yumari González   | Mandy Poitras     | Gina Grain         |
| 2006  | Yumari González   | Yoanka González   | Karelia Machado    |
| 2007  | Elizabeth Agudelo | Jessica Jurado    | Janildes Fernandes |
| 2008  | Yoanka González   | Paola Muñoz       | Laura Lozano       |
| 2009  | Yumari González   | Cari Higgins      | Paola Muñoz        |
| 2010  | Yumari González   | Sofía Arreola     | Paola Muñoz        |
| 2011  | Yoanka González   | Lorena Vargas     | Íngrid Drexel      |
| 2012  | Lilibeth Chácon   | Daniela Guajardo  | Jennifer Valente   |
| 2013  | Elizabeth Newell  | Milena Salcedo    | Yudelmis Domínguez |
| 2014  | Arlenis Sierra    | Yareli Salazar    | Daniela Guajardo   |
| 2015  | Jennifer Valente  | Allison Beveridge | Arlenis Sierra     |
| 2016  | Yareli Salazar    | Paola Muñoz       | Arlenis Sierra     |
| 2017  | Jennifer Valente  | Marlies Mejías    | Allison Beveridge  |
| 2018  | Jennifer Valente  | Marlies Mejias    | Mayra Rocha        |
| 2019  | Jennifer Valente  | Lizbeth Salazar   | Kinley Gibson      |
| 2021  | Amber Joseph      | Victoria Velasco  | Alexi Costa        |
| 2022  | Amber Joseph      | Colleen Gulick    | Sarah Van Dam      |
| 2023  | Antonieta Gaxiola | Wellyda Rodrigues | Colleen Gulick     |
| 2024  | Jennifer Valente  | Lily Plante       | Amber Joseph       |
| 2025  | Yareli Acevedo    | Marlies Mejías    | Elizabeth Castaño  |

### Omnium
| Année | Or                | Argent              | Bronze            |
| ----- | ----------------- | ------------------- | ----------------- |
| 2009  | Tara Whitten      | Dalila Rodríguez    | Paola Muñoz       |
| 2010  | Sarah Hammer      | Angie González      | María Luisa Calle |
| 2011  | Marlies Mejías    | María Luisa Calle   | Cari Higgins      |
| 2012  | Marlies Mejías    | Angie González      | Elizabeth Newell  |
| 2013  | Marlies Mejías    | Angie González      | Elizabeth Newell  |
| 2014  | Gillian Carleton  | Marlies Mejías      | Jennifer Valente  |
| 2015  | Sarah Hammer      | Allison Beveridge   | Angie González    |
| 2016  | Marlies Mejías    | Yareli Salazar      | Lorena Colmenares |
| 2017  | Jennifer Valente  | Yareli Salazar      | Angie González    |
| 2018  | Jennifer Valente  | Yarely Salazar      | Marcela Hernández |
| 2019  | Jennifer Valente  | Allison Beveridge   | Maribel Aguirre   |
| 2021  | Marcela Hernández | Maggie Coles-Lyster | Victoria Velasco  |
| 2022  | Sarah Van Dam     | Amber Joseph        | Victoria Velasco  |
| 2023  | Victoria Velasco  | Alexi Ramirez       | Lina Rojas        |
| 2024  | Jennifer Valente  | Marcela Hernández   | Yareli Acevedo    |
| 2025  | Yareli Acevedo    | Marcela Hernández   | Bethany Ingram    |

### Élimination
| Année | Or                | Argent              | Bronze          |
| ----- | ----------------- | ------------------- | --------------- |
| 1996  | Daniela Larreal   | Zuleika Jáurega     | Nicole Reinhart |
| 2021  | Marcela Hernández | Maggie Coles-Lyster | Sofia Arreola   |
| 2022  | Sarah Van Dam     | Yareli Acevedo      | Teniel Campbell |
| 2023  | Yareli Acevedo    | Elizabeth Castaño   | Devaney Collier |
| 2024  | Jennifer Valente  | Juliana Londoño     | Yareli Acevedo  |
| 2025  | Yareli Acevedo    | Johanna Cortes      | Teniel Campbell |